# Маюмба (національний парк)
Національний парк Маюмба — національний парк на південному заході Габону. Це тонка смужка пляжу, дюн, савани та тропічного лісу на крайньому півдні країни, між містом Маюмбою та кордоном з Конго. Національний парк Маюмба містить 60 км найважливіших пляжів для гніздування шкірястих черепах на Землі та є домом для унікальної прибережної рослинності та різноманітних наземних тварин, включаючи лісових слонів, буйволів, леопардів, горил, шимпанзе, антилоп, крокодилів, бегемотів і кількох видів мавп. Також територія парку простягається на 15 км у море, захищаючи важливі морські середовища проживання дельфінів, акул і мігруючих горбатих китів. Це єдиний переважно морський парк Габону.

## Зовнішні посилання
- Віртуальний тур по національних парках
- Офіційний сайт національного парку Маюмба – англійською та французькою мовами
- Товариство охорони дикої природи